# Istoria Crimeii

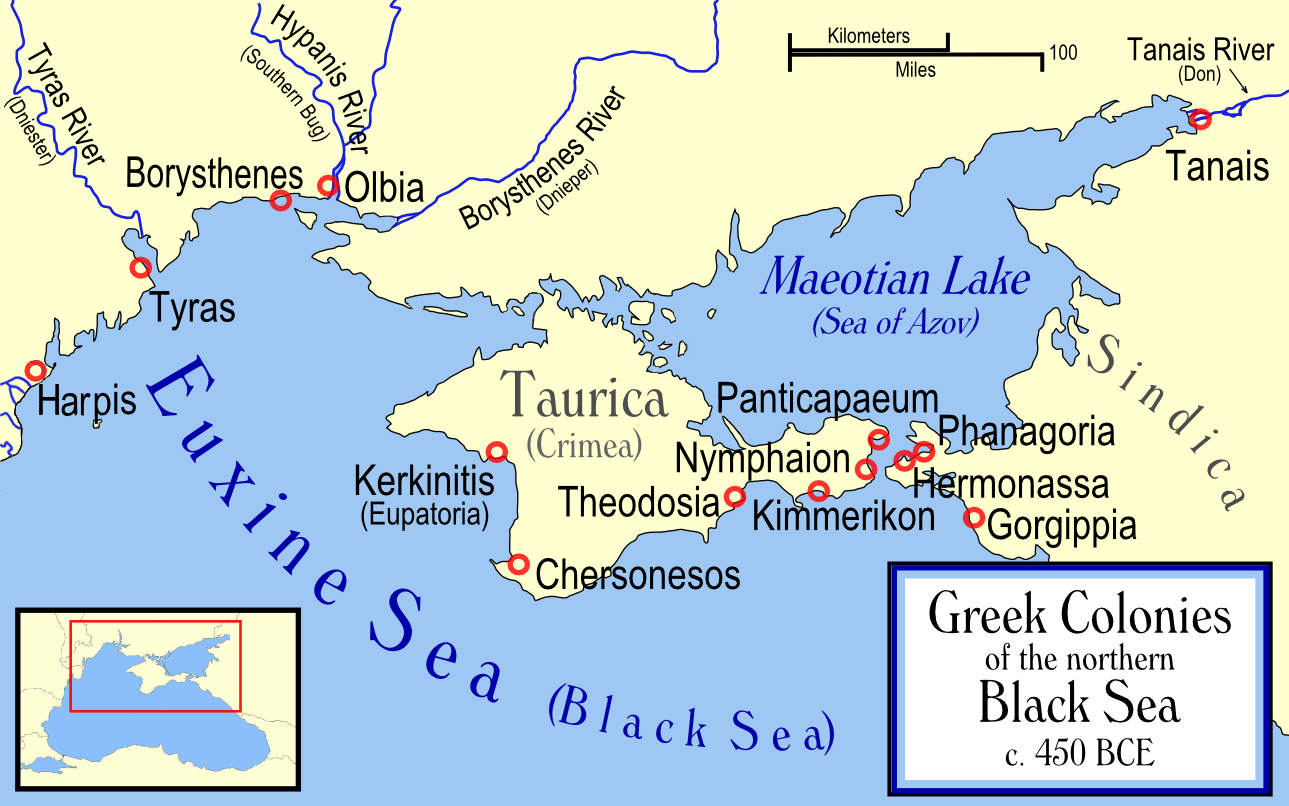
Colonii grecești în Crimeea, secolul al V-lea î.Hr..

Istoria peninsulei Crimeea acoperă peste 2500 de ani, având numeroși cuceritori și locuitori de-a lungul timpului.
Peninsula a fost aproape continuu împărțită, conform geografiei sale, între câmpia nordică, deschisă spre stepele pontice, cu o climă aspră continentală, bântuită vara de arșiță și secetă, iarna de crivăț, și munții sudici, refugiu ușor de apărat, dar deschis spre mare prin porturile sale, dispunând de izvoare permanente și de o climă blândă, mediteraneană. Astfel, în nord, s-au succedat călăreții nomazi cimerieni, sciți, goți, huni, bulgari, cumani, mongoli din Hoarda de Aur, tătari din Hanatul Crimeii și cazaci, în timp ce grecii antici, romanii, grecii bizantini, rușii kieveni, grecii crimeeni și turcii otomani (1475-1783) au controlat sudul timp de secole fiecare.
În timpul Evului Mediu (până la invazia tătarilor din secolul XIII), Peninsula Crimeea era împărțită între Rusia Kieveană și Imperiul Bizantin. Succesorul Imperiului Bizantin în peninsulă, Principatul de Theodoro, a rezistat până la invazia otomană din anul 1475.
În secolele IX-XVIII Crimeea a fost ocupată de pecenegi, cumani  și apoi de tătari. Tătarii au avut un timp în Crimeea baza statului lor numit și Hoarda de Aur. Au construit un val de pământ și un șanț de apărare în istmul Perekop numit "Valul (șanțul) tătarilor" vizibil și astăzi. Stăpânul suprem al Hoardei de Aur era hanul. Prim-ministrul era tot de etnie mongolă, fiind numit "prințul prinților", ori "beqler-beq" (sau begler beg). Miniștrii săi erau vizirii. Guvernatorii locali, baskakii, erau responsabili pentru strângerea impozitelor și păstrarea ordinii. Hoarda percepea dări de la supușii săi – tătarii, armenii, gruzinii și grecii din Crimeea. Nu era deosebire între administrațiile civile și militare.

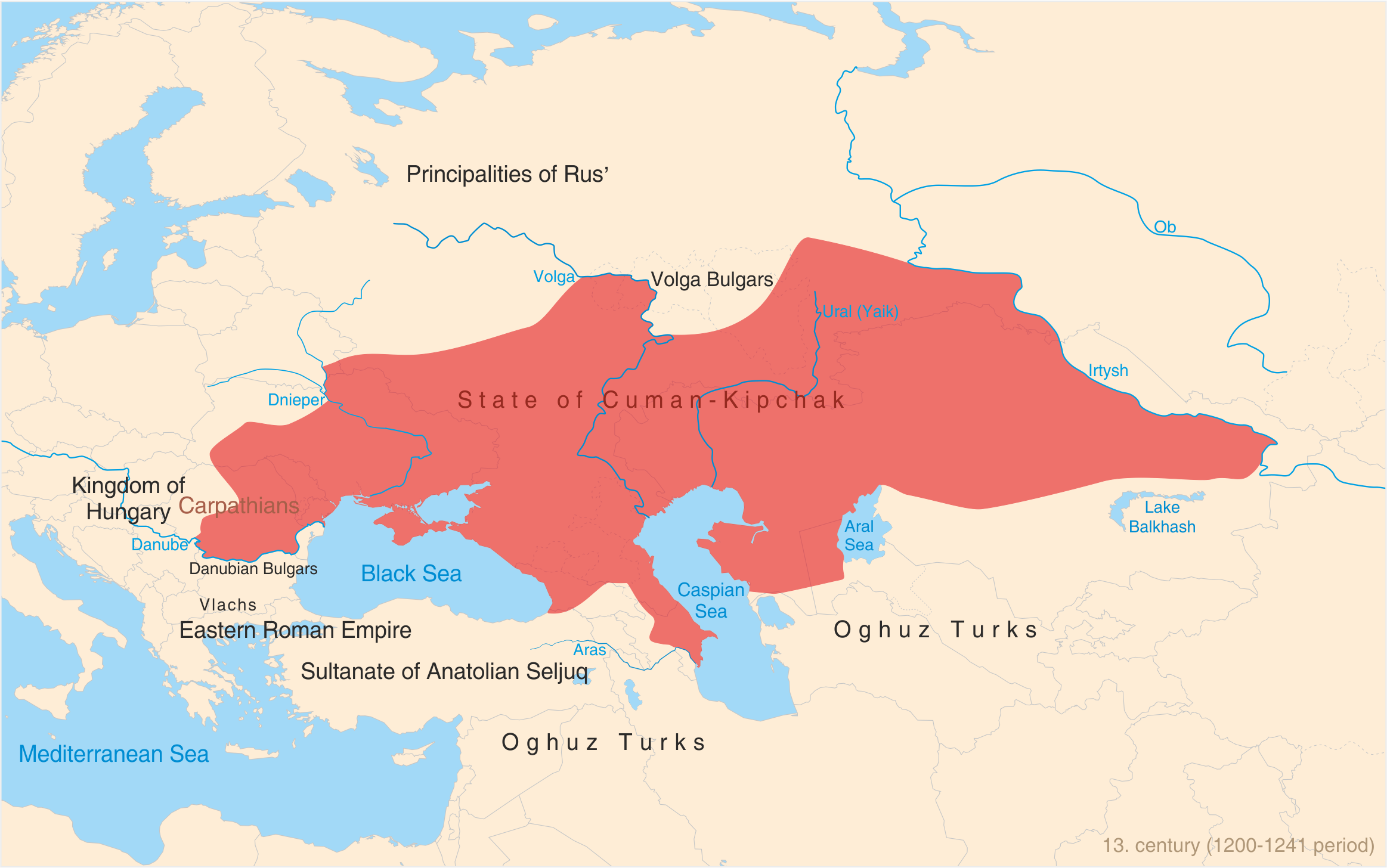
Crimeea in timpul cumanilor

Moartea Neagră (epidemia de ciumă) din 1348–1349 a contribuit la decăderea Hoardei de Aur. După asasinarea hanului Geanibek, Hoarda a trecut printr-un război civil care a durat decenii. În același timp, ținuturile hanului din afara Crimeii, de la cursul inferior al Niprului până la Nistru au fost anexate de Marele Ducat al Lituaniei și de Regatul Poloniei.
Între secolul al XIII-lea și secolul al XV-lea porturile Cembalo, Caulita, Lusta, Soldaia, Caffa (Theodosia), Chimmero și Vosporo au fost controlate succesiv de republicile Veneția (1204-1235) și Genova (1315-1475).
Maria de Mangop, a doua soție a lui Ștefan cel Mare, era o prințesă grecoaică din Crimea. În anul 1474 Ștefan cel Mare a intervenit în Crimeea cu flota moldoveană și cu o mică oaste.
În lunga perioadă otomană care a urmat, singurii creștini din Crimea erau grecii pontici și armenii „cerchezogai”, majoritatea locuitorilor fiind tătari, și, în sud, turci. 
Prin Tratatul de la Kuciuk-Kainargi, semnat la 21 iulie 1774, între Imperiul Rus și Imperiul Otoman, Hanatul Crimeii a obținut independența, în realitate a devenit un protectorat rusesc, aliat al Imperiului Rus. În urma Tratatului de la Iași, semnat la 9 ianuarie 1792, în 1783, Ecaterina a II-a a anexat Crimeea Imperiului Rus, la nouă ani după ce aceasta a devenit independentă. Din 1783 încoace, colonizarea peninsulei cu ruși și ucraineni, plecarea turcilor și a unei părți dintre tătari spre Dobrogea (otomană până în 1878) și Anatolia, apoi, în anii stalinismului, deportarea tătarilor spre Asia centrală și Siberia, au redus treptat populația musulmană la mai puțin de 15% dintre crimeeni. Au fost de asemenea deportați, sau au plecat spre Grecia, marea majoritate a grecilor crimeeni. Armenii „cerchezogai” mai dăinuiesc în jurul străvechii lor mânăstiri a „Sfintei-Cruci de la Surhat” (sau Solhat, azi Starîi Krîm Старый Крым sau Eski Qırım). În populația slavă actuală, rușii reprezintă aproximativ 60%, ucrainenii 25% dar limita este mai mult convențională, politică și variabilă de la un recensământ la altul, deoarece multe familii sunt mixte și bilingve.
Peninsula a făcut parte din Imperiul Rus până în secolul al XX-lea. După Revoluția din Octombrie, prin care s-a instaurat comunismul în Rusia, pe data de 18 octombrie 1921 s-a înființat Republica Autonomă Sovietică Socialistă Crimeea, ca parte a Republicii Sovietice Federative Socialiste Ruse, iar din 1954, printr-o hotărâre a lui Nikita Hrușciov, a RSS Ucrainiene în cadrul Uniunii Sovietice.
După ce la 16 iulie 1990, noul parlament ucraineean a adoptat Declarația Suveranității de Stat a Ucrainei, la 20 ianuarie 1991, în Crimeea a avut loc un referendum privind restabilirea Republicii Sovietice Socialiste Autonome Crimeea ca un subiect separat al Uniunii Sovietice, la care au participat peste 80% din alegători. În favoarea restabilirii republicii autonome au votat 93% din alegători. Noile autorități ucraineene nu au acordat nici o atenție voinței poporului crimeean și, din 1991, Crimeea a devenit parte a Ucrainei independente, formând o Republică autonomă în cadrul acesteia. În 2014, ca replică împotriva urmărilor Euromaidanului, a avut loc o intervenție armată rusă urmată de un nou referendum care, de această dată, a dus la alipirea Crimeii la Federația Rusă, rezultat nerecunoscut de majoritatea comunității internaționale.

## Denumirea peninsulei
Numele „Crimeea” își are originea în denumirea orașului „Qırım” (astăzi Старый Крым, transliterat „Starîi Krîm”) care a servit drept capitală a provinciei Crimeea sub dominația Hoardei de Aur. Vechii greci denumiseră Crimeea „Tauris” (mai târziu „Taurida”), după numele locuitorilor săi, tauri.
După anexarea peninsulei Crimeea de către Ecaterina cea Mare, în 1783, autoritățile ruse au încercat să reînvie vechiul nume în Gubernia Taurida. Însă acest nume nu a fost utilizat decât în documentele oficiale, iar „Crimeea” a rămas denumirea obișnuită a regiunii.